# Mariquita-de-faces-pretas
A mariquita-de-faces-pretas ou mariquita-da-magnólia (Setophaga magnolia) é uma espécie de ave da família dos parulídeos pertencente ao gênero Setophaga, nativa da América do Norte e América Central. Possui comportamentos migratórios grandes.

## Etimologia
O nome genérico Setophaga vem do grego antigo ses; que significa "mariposa", e phagos; que significa "comer". E o nome específico magnolia refere-se à localidade-tipo da espécie, já que o ornitólogo americano Alexander Wilson encontrou essa espécie em flores de magnólias, nas proximidades do Fort Adams, Mississippi.

## Descrição

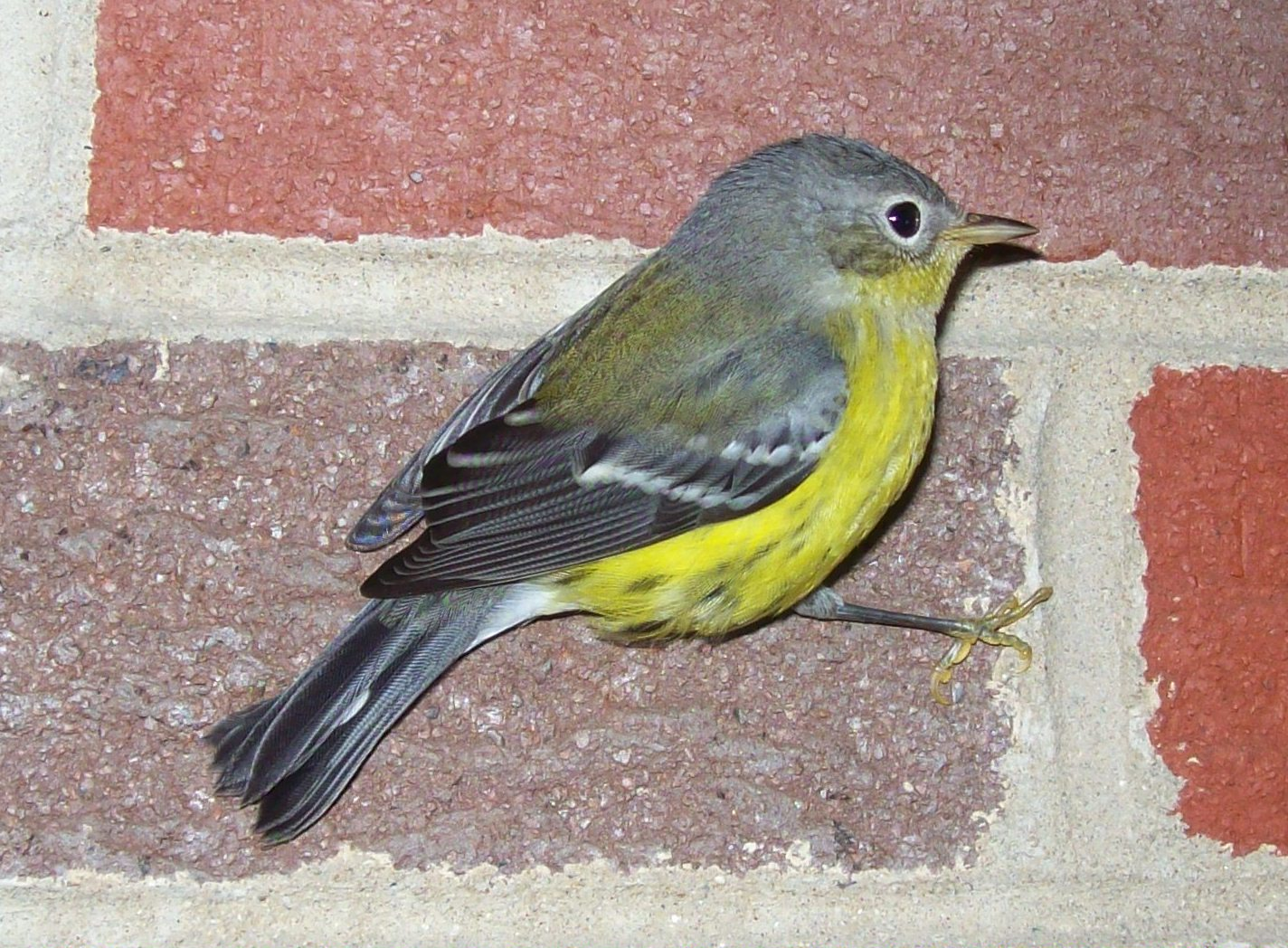
Macho jovem de mariquita-de-faces-pretas

Esta espécie de mariquita é moderadamente pequena. Mede 11 a 13 centímetros de comprimento, e 16 a 20 centímetros de envergadura. A massa corporal em indivíduos adultos pode variar de 6,6 a 12,6 gramas. Entre as medidas padrão, o acorde da asa é de 5,4 a 6,4 centímetros, a cauda é 4,6 a 5,2, o bico é de 0,8 a 1 centímetros, enquanto o tarso é de 1,7 a 1,85 cm. A mariquita-de-faces-pretas pode ser distinguida pela sua coloração. Os machos em reprodução costumam ter o dorso branco, cinza e preto com amarelo nas laterais; barrigas listrados de amarelo e preto; testas e bicos brancos, cinza e pretos; distintas caudas pretas com listras brancas na parte inferior; e manchas brancas definidas em suas asas. As fêmeas em reprodução geralmente têm o mesmo tipo de coloração que os machos, exceto que suas cores são muito mais opacas. Indivíduos imaturos se assemelham com a coloração opaca das fêmeas. A barriga com listras amarelas e pretas ajudam a distinguir os machos de outras aves semelhantes, como da mariquita-das-pradarias (Setophaga discolor) e da mariquita-de-michigan (Setophaga kirtlandii).  

## Distribuição
A mariquita-de-faces-pretas é encontrada no norte de alguns estados do meio-oeste e do nordeste dos EUA, estados como Minnesota e Wisconsin delimitando sua distribuição ao sul. No entanto, é encontrado principalmente nas partes do norte do Canadá, como em Saskatchewan, Manitoba, Ontário e Quebec. Durante o inverno, migra através da metade oriental dos Estados Unidos para o sul do México e América Central. Se reproduz em florestas densas, onde acaba sendo encontrada principalmente entre os galhos de árvores coníferas densamente compactadas.  A mariquita-de-faces-pretas migra para o sul no inverno, invernando no sudeste do México, Panamá e algumas áreas do Caribe. Na migração passa pela parte oriental dos Estados Unidos até o oeste de Oklahoma e Kansas. Durante a estação de migração, a mariquita-de-faces-pretas pode ser encontrada em inúmeros tipos de florestas, variando desde matas primárias até fragmentos florestais urbanos densamente desmatados. 

## Ciclo da vida
Essa espécie passa por várias mudas de plumagem durante sua vida. As primeiras mudas de pena se iniciam enquanto os filhotes ainda estão no ninho, as outras trocas ocorrem normalmente no local de procriação. As mariquitas mudam, procriam, cuidam de sua prole e então migram. Os filhotes eclodem após um período de incubação de duas semanas e podem sair do ninho após catorze dias, quando suas penas estão mais desenvolvidas. Após cerca de um mês, os filhotes podem deixar o ninho, uma vez que são pássaros solitários. Mariquitas-de-faces-pretas normalmente vivem até sete anos. 

## Comportamento

### Dieta
Essa mariquita se habituou a alimentar-se de quaisquer tipos de artrópode, mesmo sua especialização sendo as lagartas. Também se alimenta de diferentes tipos de besouros, borboletas, aranhas e frutas durante a época de reprodução, aumentam a ingestão de frutas e néctar durante o inverno. Essas aves também tendem a comer galhos de árvores coníferas medianas, como os abetos.

### Canto
Os pesquisadores observaram dois tipos distintos de vocalizações em mariquitas-de-faces-pretas machos. Suas vocalizações são conhecidas como "canto da primeira categoria" e "cnmto da segunda categoria". Ainda não foi observado se as fêmeas possuem um canto distinto como os machos. Em geral, os machos vocalizam durante a temporada de migração da primavera e durante a época reprodutiva: uma é usada para o cortejo e a outra para marcar seu território. Machos e fêmeas têm chamados que usam para diversas ocasiões: uma delas contém notas curtas para sinalizar quando um humano está observando-as, e os machos têm notas para sinalizar quando qualquer tipo de predador está perto de seu ninho.

### Reprodução
Os indivíduos machos vão para os locais de procriação cerca de duas semanas antes da chegada das fêmeas. Após este tempo, tanto os machos quanto as fêmeas cooperam para construir o ninho durante uma semana. Devido à dificuldade de localizá-los entre a densa vegetação rasteira, é difícil saber se as mariquitas-de-faces-pretas reutilizam seus ninhos originais a cada temporada de reprodução ou se os abandonam por novos. Os ninhos são construídos na árvore de sua escolha - especialmente diferentes tipos de abetos, como Abies balsamea (abeto-balsâmico) e Picea glauca (pinheiro-do-canadá). O ninho é composto de grama, galhos e fungos. São relativamente pequenos, rasos e de formato circular, mal ultrapassando 10 cm. Os ninhos são geralmente feitos próximos ao solo.
Mariquitas-de-faces-pretas fêmeas geralmente põem de três a cinco ovos durante cada estação reprodutiva. A fêmea não incubará seus ovos até que todos eles sejam postos. A fêmea os choca por cerca de duas semanas. A mesma também os aquece seja se debruçando ou sentando. Embora os machos também se envolvam em alimentar os filhotes, quem o faz essa atividade com maior frequência são as fêmeas. São monogâmicos, pois gastam uma grande quantidade de energia procurando comida para seus filhotes. Para manter o ninho limpo, as fêmeas comem os sacos fecais de suas crias; à medida que os filhotes crescem, ambos os pais simplesmente removem as bolsas do ninho. Os juvenis estão prontos para voar quando completam dez dias de idade.

## Conservação
A mariquita-de-faces-pretas é avaliada como pouco preocupante na Lista Vermelha da IUCN, pois sua população é grande. Porém, a degradação de habitat faz certas populações isoladas diminuírem ou até mesmo extinguirem-se.

## Na arte

Black & Yellow Warbler de John James Audubon, ilustração 123 de The Birds of America.

John James Audubon ilustrou a mariquita-de-faces-pretas em The Birds of America, segunda edição (publicado em Londres entre 1827-1838) com a ilustração 123 sob o título "Black & Yellow Warbler - Sylvia maculosa", onde um par de pássaros (macho e fêmea) são mostrados caçando insetos em um arbusto de framboesas floridas. A gravura foi colorida pelas oficinas de Robert Havell em Londres. A aquarela original de Audubon foi adquirida pela Sociedade de História de Nova York.